# Daniel Huygens
Daniel Huygens (Waterloo, 31 agosto 1949 – Corbais, 5 marzo 2014) è stato un politico belga, deputato vallone del Fronte Nazionale, eletto nel distretto di Charleroi, dal 13 giugno 2004 al 7 giugno 2009.

## Biografia
Fu eletto presidente del Fronte Nazionale dall'ufficio politico di questo partito, il 1º dicembre 2008.
Daniel Huygens, dopo la sconfitta personale a Charleroi alle elezioni regionali del giugno 2009 e la disfatta del FN alle elezioni parlamentari anticipate del giugno 2010, si è dimesso dalla carica di presidente del partito.
Daniel Huygens non fece parte del nuovo ufficio politico del Fronte Nazionale riunificato. Nel 2011, con alcuni amici, ha creato un partito la cui esistenza sarebbe stata di breve durata. Nel giugno 2012, è entrato a far parte di Democrazia Nazionale, presieduta da Patrick Cocriamont, un partito che si distingue dal FN.